# 聖羅莎德爾薩拉
聖羅莎德爾薩拉是玻利維亞的城鎮，位於該國中部，由聖克魯斯省負責管轄，距離首府聖克魯斯122公里，海拔高度276米，每年平均降雨量超過1,500毫米，2010年人口5,251。
17°07′S 63°35′W / 17.117°S 63.583°W